# Gestreepte honingeter
De gestreepte honingeter (Plectorhyncha lanceolata) is een zangvogel uit de familie Meliphagidae (honingeters).

## Verspreiding en leefgebied
Deze soort is endemisch in oostelijk en zuidoostelijk Australië.

## Status
De grootte van de populatie is niet gekwantificeerd maar de soort wordt omschreven als vrij schaars. Op de Rode lijst van de IUCN heeft deze soort de status niet bedreigd.